# Conospermum ellipticum
Conospermum ellipticum là một loài thực vật có hoa trong họ Quắn hoa. Loài này được James Edward Smith miêu tả khoa học đầu tiên năm 1807.